# Victory Road 2017 (aprile)
Victory Road 2017 è stata l'undicesima edizione dell'evento e la prima dal cambio del nome da TNA ad Impact Wrestling della federazione. 

L'evento si è svolto il 3 e 4 marzo 2017 nell'Impact Wrestling Zone di Orlando, Florida ed è stato trasmesso il 14 aprile 2017.
Questo evento fu nominato Victory Road - Knockouts Knockdown in quanto dedicato esclusivamente ad incontri femminili e si svolse in otto match dove le vincitrici si sarebbero affrontate nel nono e dove la vincitrice di quest'ultimo avrebbe ottenuto un contratto con Impact Wrestling.

## Risultati
| # | Risultati | Stipulazioni                | Durata |
| - | --- | --------------------------- | ------ |
| 1 | Angelina Love (con Davey Richards) ha sconfitto Kayci Quinn                                                             | Single match                | 10:38  |
| 2 | Leva Bates ha sconfitto Allie                                                                                           | Single match                | 12:12  |
| 3 | Diamanté (con Konnan e Homicide) ha sconfitto Amanda Carolina Rodriguez                                                 | Single match                | 10:24  |
| 4 | Rosemary (con Crazzy Steve) ha sconfitto MJ Jenkins                                                                     | Single match                | 08:05  |
| 5 | Alisha Edwards ha sconfitto Sienna                                                                                      | Single match                | 10:33  |
| 6 | Santana Garrett ha sconfitto Brandi Rhodes                                                                              | Single match                | 11:35  |
| 7 | ODB ha sconfitto Rebel                                                                                                  | Single match                | 09:15  |
| 8 | Laurel Van Ness defeated Rachael Ellering                                                                               | Single match                | 10:45  |
| 9 | Leva Bates, Alisha Edwards, Santana Garrett, e ODB hanno sconfitto Laurel Van Ness, Rosemary, Angelina Love, e Diamanté | Four-on-Four tag team match | 11:08  |